# Szep-Szamasz
Szep-Szamasz, też Szep-Szamszi ((akad. Šēp-Šamaš; w transliteracji z pisma klinowego zapisywane mGÌR.2-dUTU i mGÌR.2-dUTU-ši; tłum. „Stopy (boga) Szamasza”) – wysoki dostojnik, gubernator prowincji Isana za rządów asyryjskiego króla Adad-nirari III (810-783 p.n.e.); z asyryjskich list i kronik eponimów wiadomo, iż w 790 r. p.n.e. sprawował też urząd eponima (akad. limmu). Zgodnie z Asyryjską kroniką eponimów za jego eponimatu miała miejsce wyprawa wojenna przeciw miastu Itu’a.